# Эпплбаум, Луис
Лу́ис Эпплба́ум (3 апреля 1918 — 19 апреля 2000) — канадский композитор, дирижёр и музыкальный администратор XX века, компаньон ордена Канады.

## Биография
Луис Эпплбаум родился в 1918 году в Торонто, в еврейской семье из Восточной Европы. С 1928 по 1940 получал музыкальное образование сначала в Торонтской консерватории, а затем в Торонтском университете. Его преподавателем фортепиано был Борис Берлин, а теорию музыки вели Хили Уиллан, Лео Смит и Эрнест Макмиллан. В 1940 году Эпплбаум, прервав подготовку к получению музыкальной степени, отправился в Нью-Йорк, чтобы брать уроки мастерства у Роя Харриса и Бернарда Вагенара.
С 1942 года Эпплбаум пишет музыку для кино. Среди фильмов, в которых звучит его музыка, «История рядового Джо» (англ. The Story of G.I. Joe), в 1945 году номинированный на «Оскар» в категории за лучшую музыку к фильму. К 1960 году он сочинил музыку к 250 фильмам для Национального совета по кино Канады (англ. National Film Board of Canada), в котором с 1942 по 1948 год он занимал должность музыкального директора, а с 1949 по 1953 год пост консультанта. С 1946 по 1949 год он также занимает должность музыкального директора в нью-йоркской компании World Today Films, а с 1960 по 1963 год должность музыкального консультанта при управлении телевещания CBC.
В 1955 году Эпплбаум организовал первый Стратфордский музыкальный фестиваль в Канаде, в руководство которого входил затем до 1960 года. С 1960 по 1966 год он возглавляет частную компанию Group Four Productions, снимающую документальные фильмы и развлекательные телепередачи. Эпплбаум активно участвует в формировании облика канадской музыки: он несколько лет возглавляет комитет консультантов по музыке, опере и балету при Национальном центре искусств, с 1965 по 1970 год председательствует в комитете по популяризации канадской музыки при Канадской ассоциации вещательных компаний, которую ещё позже, с 1988 по 1990 год, ему предстоит возглавить — и входит в состав жюри по присуждению премий Совета Канады по искусству. С 1971 по 1980 год Эпплбаум является исполнительным директором Совета Онтарио по вопросам искусства и в этом качестве способствует стремительному культурному развитию провинции в это десятилетие, а в 1980 году возглавляет Федеральный комитет по пересмотру культурной политики. На посту председателя комитета он вносит вклад в формировании федеральной политики в таких областях, как культурное наследие, кинопроизводство и международные культурные сношения. С 1990 по 1992 год Эпплбаум был первым председателем Общества композиторов, авторов и публикаторов музыки Канады (англ. SOCAN), занимающегося защитой авторских прав, связанных с музыкальными произведениями.
Помимо административной деятельности, Эпплбаум продолжал писать музыку. Помимо сотен фильмов, он является автором музыки трех балетов, оперы «Эревуон» (англ. Erewhon), многочисленных театральных и радиопостановок. Он постоянно писал музыку для одного из своих детищ, Стратфордского фестиваля, и часто дирижировал её исполнением. В общей сложности его музыка звучала в 75 пьесах, представленных в рамках Стратфордских фестивалей, последняя из которых была поставлена в 1999 году, меньше чем за год до его смерти. Концертные произведения Эпплбаума звучали на церемониях инаугурации двух генерал-губернаторов Канады и на открытии Всемирной выставки 1967 года в Монреале. Он также преподавал в Йоркском университете в 70-е и 80-е годы.

## Награды и премии
За свои заслуги Луис Эпплбаум в 1989 году был произведен в кавалеры ордена Онтарио, а в 1995 году стал компаньоном ордена Канады. Помимо номинации на «Оскар», он был удостоен в 1945 году специальной Мобилизационной премии Ассоциации сценаристов Голливуда за музыку к фильму «Завтра весь мир» (англ. Tomorrow, the world) и Канадской кинопремии (предшественницы «Джини») за документальные фильмы «Греби-к-морю» (англ. Paddle to the Sea), «Пшеничная страна» (англ. Wheat Country) и «Атабаска» (англ. Athabasca). В 1995 году Эпплбаум стал лауреатом премии «Джуно» за творческую карьеру. Он также получил почетные ученые степени от Королевской музыкальной консерватории в Торонто и Йоркского университета.